# Nyamuhanda
Nyamuhanda är ett periodiskt vattendrag i Burundi.   Det ligger i provinsen Cibitoke, i den nordvästra delen av landet, 60 km norr om huvudstaden Bujumbura.
Omgivningarna runt Nyamuhanda är en mosaik av jordbruksmark och naturlig växtlighet. Runt Nyamuhanda är det tätbefolkat, med 308 invånare per kvadratkilometer.